# Kahn-e Qāẕī
Kahn-e Qāẕī (persiska: کهن قاضی, Qanāt-e Qāẕī, Kahn-e Qāzt, Kahn-e Qāzī, Kohneh Qāẕat) är en ort i Iran.   Den ligger i provinsen Kerman, i den centrala delen av landet, 800 km sydost om huvudstaden Teheran. Kahn-e Qāẕī ligger 2 312 meter över havet och antalet invånare är 163.
Terrängen runt Kahn-e Qāẕī är lite bergig, och sluttar norrut.Runt Kahn-e Qāẕī är det glesbefolkat, med 13 invånare per kvadratkilometer. Närmaste större samhälle är Chatrūd, 18,2 km sydväst om Kahn-e Qāẕī. Omgivningarna runt Kahn-e Qāẕī är i huvudsak ett öppet busklandskap.